# Уилям Уелман
Уилям Уелман (на английски: William Wellman) е американски филмов режисьор. 

## Биография
Уилям Уелман е роден на 29 февруари 1896 година в Бруклайн, Масачузетс. Баща му, Артър Гувернър Уелман е бостънски брамин. Уилям е пети правнук на пуритана Томас Уелман, който имигрира в колонията Масачузетс Бей около 1640 г.  Той също е прапраправнук на Франсис Луис от Ню Йорк, един от подписалите Декларация за независимост на САЩ. Майката на Уелман, Сесилия Маккарти е ирландска имигрантка.

### Личен живот
Уелман разкрива в края на живота си, че се е оженил за французойка на име Рени по време на престоя си в Летящия корпус на Лафайет. Тя е била убита при бомбардировка по време на войната.  По-късно, между 1918 и 1934 г., той се жени още четири пъти в САЩ.

### Смърт
Уилям Уелман умира през 1975 г. от левкемия в дома си в Брентууд в Лос Анджелис.  Той е кремиран и пепелта му е разпръсната в морето. Вдовицата му Дороти, на 95-годишна възраст, почива на 16 септември 2009 г. в Брентууд, Калифорния. 

## Филмография

### Режисьор игрални филми
| Година | Филм                  | Оригинално заглавие      | Бележки                 |
| ------ | --------------------- | ------------------------ | ----------------------- |
| 1927   | Криле                 | Wings                    | Оскар за най-добър филм |
| 1931   | Обществен враг        | The Public Enemy         |                         |
| 1937   | Роди се звезда        | A Star Is Born           |                         |
| 1943   | Инцидентът в Окс-Боу  | The Ox-Bow Incident      |                         |
| 1948   | Жълто небе            | Yellow Sky               |                         |
| 1950   | Бойно поле            | Battleground             |                         |
| 1951   | Отвъд широката Мисури | Across the Wide Missouri |                         |
| 1954   | Важни персони         | The High and the Mighty  |                         |